# استفان وانن وچ
استفان وانن وچ (انگلیسی: Stefan Wannenwetsch؛ زادهٔ ۱۹ ژانویهٔ ۱۹۹۲) بازیکن فوتبال اهل آلمان است.
از باشگاه‌هایی که در آن بازی کرده‌است می‌توان به باشگاه فوتبال اینگولشتات ۰۴، باشگاه فوتبال هانزا روستوک، و باشگاه فوتبال مونیخ ۱۸۶۰ اشاره کرد.